# Nellimaria
Nellimaria là một thị trấn thống kê (census town) của quận Vizianagaram thuộc bang Andhra Pradesh, Ấn Độ.

## Nhân khẩu
Theo điều tra dân số năm 2001 của Ấn Độ, Nellimaria có dân số 19.352 người. Phái nam chiếm 48% tổng số dân và phái nữ chiếm 52%. Nellimaria có tỷ lệ 62% biết đọc biết viết, cao hơn tỷ lệ trung bình toàn quốc là 59,5%: tỷ lệ cho phái nam là 70%, và tỷ lệ cho phái nữ là 54%. Tại Nellimaria, 8% dân số nhỏ hơn 6 tuổi.